# دانشگاه صنعتی خواجه نصیرالدین طوسی
دانشگاه صنعتی خواجه نصیرالدین طوسی یکی از دانشگاه‌های برتر دولتی شهر تهران و نخستین دانشگاه صنعتی ایران می‌باشد. هسته اولیه این دانشگاه به سال ۱۳۰۷ برمی‌گردد. با تصویب شورای انقلاب فرهنگی این دانشگاه در سال ۱۳۵۹ با ادغام ۹ مرکز آموزش عالی (مؤسسه عالی تکنیکوم نفیسی (مؤسس مهندس حبیب نفیسی)، مدرسه عالی فنی، دانشکده نقشه‌برداری، مؤسسه آب‌شناسی، دانشکده هواشناسی و علوم جو، دانشکده مخابرات، مدرسه عالی ساختمان، دانشگاه کار و پیشه، تربیت دبیر فنی پلی تکنیک تهران، دانشگاه علوم و فنون مجتمع آموزشی وزارت راه، مجتمع تکنولوژی تهران و مدرسه عالی تلویزیون و سینما) به شکل کنونی و با نام دانشگاه فنی و مهندسی تشکیل شد و در سال ۱۳۶۷ به نام خواجه نصیرالدین طوسی، دانشمند ایرانی تغییر نام داد.
دانشگاه صنعتی خواجه نصیرالدین طوسی درحال‌حاضر ۸۵ قطب علمی، ۱۹۴ آزمایشگاه پژوهشی و آموزشی، ۱۳ مرکز پژوهشی، ۳ گروه پژوهشی، ۶ پژوهشکده، ۱۱ شرکت دانش بنیان و ۲۸ شرکت مرکز رشد دارد که در زمینه‌های تخصصی دانشگاه فعالیت می‌کنند.
این دانشگاه توانسته است با عقد قراردادهای بسیار با صنایع گوناگون کشور، ضمن حل مشکلات تخصصی آن‌ها، در بسیاری از دستاوردهای پژوهشی ایران سهیم باشد. مجموعه فعالیت‌های پژوهشی آن، حکایت از پویایی دانشگاه در عرصه‌های مختلف علمی و صنعتی دارد که در پاره‌ای از زمینه‌ها تنها نیروهای متخصص کشور در این دانشگاه فعالیت می‌کنند یا دانش‌آموختهٔ این دانشگاه هستند.
براساس پایگاه‌های معتبر برای رتبه‌بندی دانشگاه‌ها در جهان، دانشگاه صنعتی خواجه نصیرالدین طوسی پیشرفت و رشد محسوسی داشته است.
این دانشگاه در ١٢ دانشکده با ۱۸ رشته تحصیلی در مقطع کارشناسی، ۵۳ رشته در مقطع کارشناسی ارشد و ۲۳ رشته تحصیلی در مقطع دکترا کار خود را انجام می‌دهد. به گفته محمود احمدیان، معاون آموزشی دانشگاه خواجه نصیر نسبت استاد به دانشجو در این دانشگاه با توجه به جذب اعضای هیئت علمی هم‌اکنون ۱ به ۱۸ می‌باشد.

## پیشینه

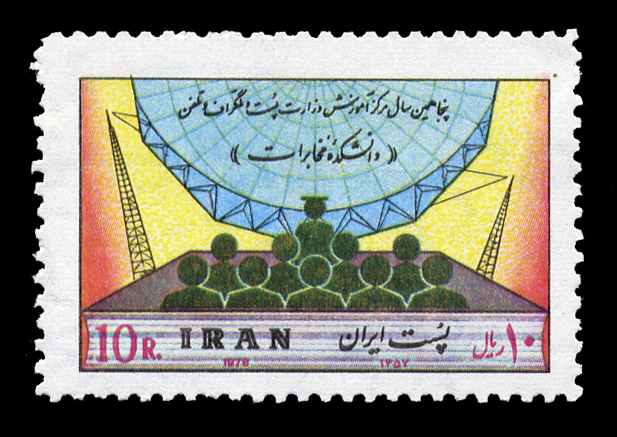
تمبر یادبود پنجاهمین سال تأسیس «دانشکده مخابرات» در سال ۱۳۵۷

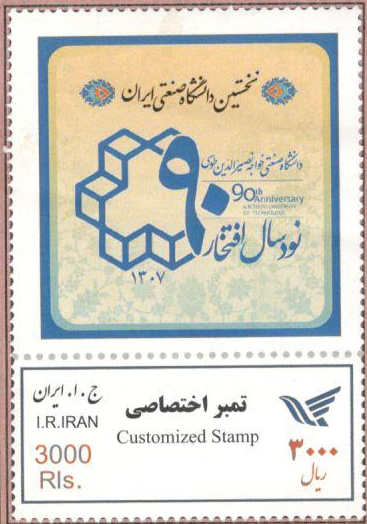
تمبر یادبود ۹۰مین سالگرد تأسیس دانشگاه صنعتی خواجه نصیرالدین طوسی

هستهٔ اولیهٔ این دانشگاه دانشکدهٔ مخابرات است که در سال ۱۳۰۷ش در محل فعلی دانشکدهٔ مهندسی برق دانشگاه تأسیس و در سال ۱۳۱۸ اساسنامهٔ آن به تصویب مجلس شورای ملی وقت رسیده است.
دانشگاه صنعتی خواجه نصیرالدین طوسی با ساختار فعلی در ابتدا در سال ۱۳۵۹، در پی تصویب ستاد انقلاب فرهنگی از ادغام ۹ مرکز آموزش عالی و با عنوان مجتمع دانشگاهی فنی و مهندسی، بنیاد نهاده شد و سپس در سال ۱۳۶۲ نام آن به دانشگاه فنی و مهندسی و در سال ۱۳۶۷ به دانشگاه صنعتی خواجه نصیرالدین طوسی تغییر یافت.
این دانشگاه درحال‌حاضر ۵ قطب علمی، ۷۵ آزمایشگاه پژوهشی، ۶ گروه و مرکز پژوهشی و ۵ پژوهشکده دارد که در زمینه‌های تخصصی دانشگاه فعالیت می‌کنند.
علاوه بر رشته مخابرات با قدمت ۸۱ ساله، رشته نقشه‌برداری این دانشگاه ۵۵ سال و دانشکده مهندسی مکانیک آن ۳۶ سال قدمت دارند.
ریاست این دانشگاه بر عهده حمیدرضا تقی راد است.

## دانشکده‌ها و مراکز وابسته

### دانشکده ریاضی
دانشکده ریاضی از سال ۱۳۵۹ در قالب گروه آموزشی ریاضی با ارائه دروس پایه رشته‌های فنی و مهندسی در محل دانشکده علوم پایه آغاز شد. این دانشکده هم اکنون دارای سه گروه آموزشی ریاضی محض ریاضی کاربردی علوم کامپیوتر و آمار بوده که در رشته گرایشهای مختلف علوم ریاضی و در مقاطع تحصیلی کارشناسی کارشناسی ارشد و دکتری تخصصی دانشجو می‌پذیرد.
- -گروه ریاضی محض
- -گروه ریاضی کاربردی
- -گروه علوم کامپیوتر

گروه ریاضی کاربردی دارای ۸ عضو هیئت علمی و بیش از ۷۰ دانشجوی تحصیلات تکمیلی است.
گرایشهای تحقیقاتی فعال در گروه عبارتند از:
- -آنالیز عددی
- -بهینه‌سازی
- -علوم داده
- -محاسبات علمی

### دانشکده علوم
دانشکده علوم، یکی از ۱۱ دانشکده زیرمجموعه دانشگاه صنعتی خواجه نصیرالدین طوسی است که فعالیت آموزشی خود را از سال ۱۳۵۹ با ارائه دروس عمومی پایه رشته‌های فنی و مهندسی در دانشگاه آغاز کرد و از سال ۱۳۶۶ به عنوان یک دانشکده مستقل فعالیت می‌کند.
در حال حاضر قریب ۱۰۰۰ دانشجو در این دانشکده مشغول به تحصیل هستند.
در حال حاضر این دانشکده در سه رشتهٔ شیمی، ریاضی و فیزیک در مقاطع کارشناسی تا دکتری فعالیت می‌کند.
گروه شیمی در سال ۱۳۶۷ کار خود را با آموزش در دورهٔ کارشناسی آغاز کرد و در سال ۱۳۷۴ مجوز آموزش مقطع کارشناسی ارشد را کسب کرد. همچنین در سال ۱۳۸۰ مجوز الکتروشیمی و در سال ۱۳۸۳ مجوز رشته شیمی گرایشهای آلی، تجزیه، معدنی و شیمی فیزیک در مقطع دکتری را کسب کرد.
فعالیت این مجموعه از سال ۱۳۶۹ و با اخذ مجوز آموزش در مقطع کارشناسی آغاز شد و در سال‌های ۱۳۷۵ و ۱۳۸۱ به ترتیب مجوز کارشناسی ارشد و دکترا را نیز گرفت.
این گروه آموزشی که دیرتر از دو گروه دیگر فعالیتش را آغاز کرده در سال‌های ۱۳۷۳، ۱۳۷۹ و ۱۳۸۸ به ترتیب مجوز مقاطع کارشناسی، کارشناسی ارشد و دکتری را گرفت.

### دانشکده فیزیک
دانشکده فیزیک کار خود را از سال ۱۳۵۸ و با ارائه دروس فیزیک پایه به دانشکده‌های فنی و مهندسی دانشگاه آغاز نمود، و پس از آن در سال‌های ۱۳۶۹ و ۱۳۷۱ به ترتیب با اخذ مجوزهای لازم، دوره‌های کارشناسی و کارشناسی ارشد را دایر کرده و شروع به پذیرش دانشجو در رشته فیزیک نمود. این مجموعه تا سال ۱۳۹۲ تحت عنوان گروه فیزیک شناخته می‌شد و به همراه گروه‌های ریاضی و شیمی، دپارتمان‌های دانشکده علوم دانشگاه صنعتی خواجه نصیرالدین طوسی را تشکیل می‌دادند، از سال ۱۳۹۲ و پس از اخذ تأییدهای لازم، این سه گروه به دانشکده‌های جداگانه تبدیل شدند.

### دانشکده علوم دریایی
دانشکده علوم دریایی محمودآباد از اولین مراکز آموزشی علوم دریایی است که در سال ۱۳۶۴ در شهر محمودآباد و استان مازندران شروع به فعالیت کرد. این مرکز که یکی از دانشکده‌های دانشگاه صنعت نفت است به تربیت نیروی متخصص دریانورد جهت کار بر روی شناورهای اقیانوس‌پیما می‌پردازد.
دانشجویان این مرکز معمولاً پس از فارغ‌التحصیلی به استخدام شرکت‌های کشتیرانی ایران از جمله شرکت ملی نفت‌کش ایران و کشتیرانی جمهوری اسلامی ایران درمی‌آیند.

### دانشکده مهندسی هوافضا

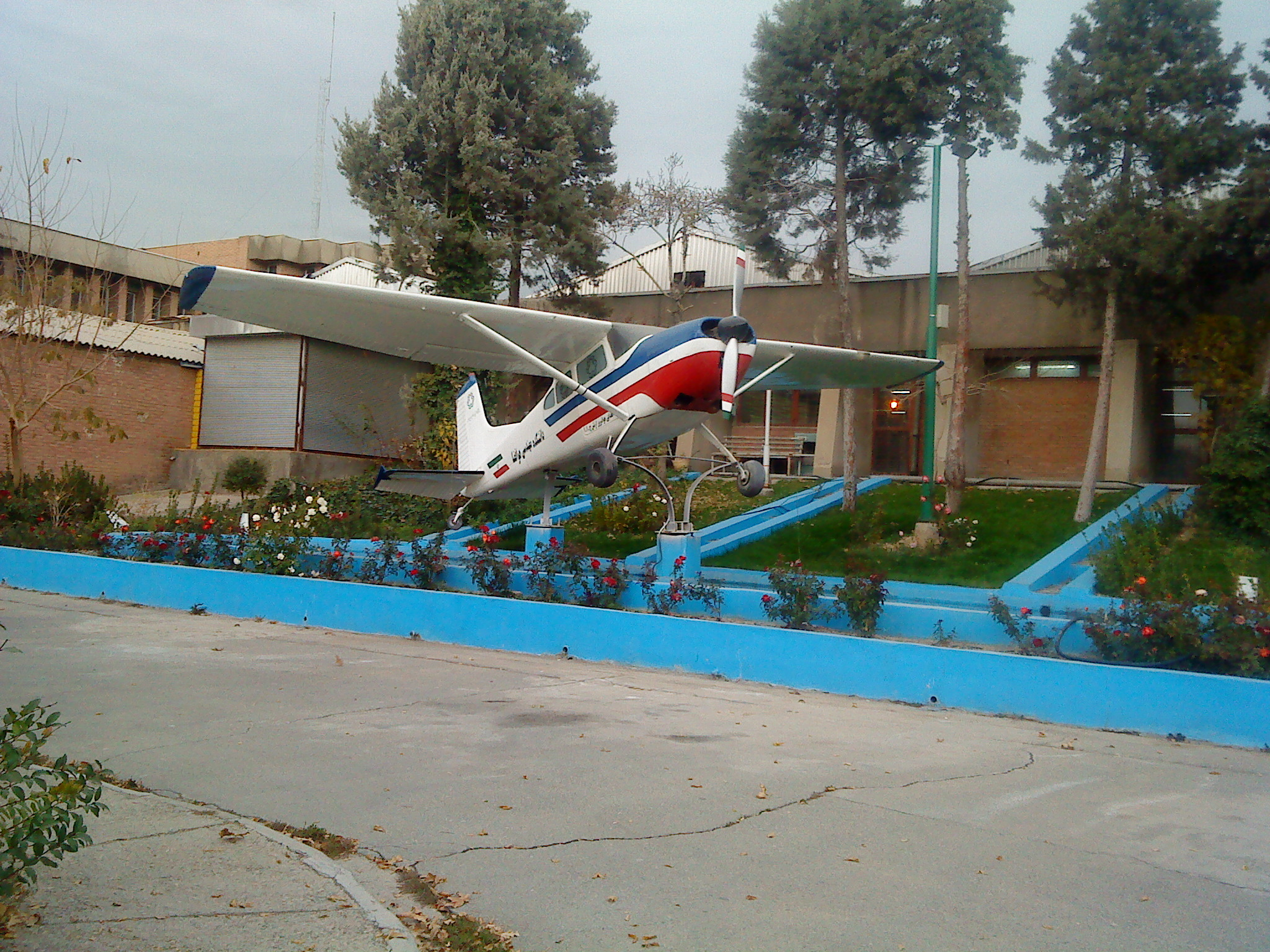
هواپیمای سبک سسنا، واقع در ورودی دانشکده مهندسی هوافضا

دانشکده مهندسی هوافضا یکی از دانشکده‌های دانشگاه صنعتی خواجه نصیرالدین طوسی در تهران است.
گروه هوافضای دانشگاه صنعتی خواجه نصیرالدین طوسی در سال ۱۳۷۹ در دانشکده مهندسی مکانیک این دانشگاه تأسیس گردید و نخستین گروه از دانشجویان کارشناسی ارشد علاقه‌مند به این رشته در چهار گرایش آیرودینامیک، پیشرانش (جلوبرندگی)، سازه‌های هوائی و دینامیک پرواز و کنترل مشغول به تحصیل شدند.
پس از آن با توجه به نیازهای موجود در بخش مهندسی فضایی، در پی تدوین برنامه آموزشی جامع توسط اساتید دانشکده و تصویب آن از سوی وزارت علوم و تحقیقات و فناوری، گرایش مهندسی فضایی نیز برای اولین بار در کشور، در اوایل سال ۱۳۸۱ تأسیس گردید.
با موافقت وزارت علوم، تحقیقات و فناوری در اوایل سال ۱۳۸۴ دانشکده مهندسی هوافضای دانشگاه صنعتی خواجه نصیرالدین طوسی به‌طور مستقل و به عنوان سومین دانشکده هوافضای کشور تأسیس گردید که با توجه به توانمندی‌های دانشکده با تصویب وزارت علوم، تحقیقات و فناوری مجوز دوره کارشناسی روزانه نیز به دانشکده هوافضا داده شد و از مهرماه ۱۳۸۵ تعداد ۴۳ نفر دانشجو در دروه کارشناسی هوافضا مشغول به تحصیل شدند.
مقطع دکتری هوافضا نیز در این دانشکده از مهرماه سال تحصیلی ۸۷–۸۶ راه اندازی شده است.
این دانشکده یکی از برترین دانشکده‌های هوافضایی کشور و در زمینه‌های مختلف شناخته شده است و  در زمینه «طراحی و شبیه‌سازی سامانه‌های فضایی» قطب علمی کشور است. اولین هنرکده سازه‌های هوافضایی کشور در این دانشکده تأسیس شده است که این هنرکده دومین هنرکده جهان بعد از هنرکده دانشگاه تورنتو کانادا است. این دانشکده در سال ۱۳۹۲ به عنوان اولین دانشکده در ایران اقدام به تربیت دانشجویان دکترا در زمینه مهندسی فضایی کرد.

### دانشکده مهندسی مکانیک

ورودی دانشکده، قبل از ساختن دانشکده جدید

دانشکده مهندسی مکانیک یکی از ۱۱ دانشکده زیرمجموعه دانشگاه صنعتی خواجه نصیرالدین طوسی است که از قدیمی‌ترین دانشکده‌های این دانشگاه و در عین حال جزو باسابقه‌ترین دانشکده‌های فنی کشور از سال ۱۳۵۲ با عنوان «دانشگاه کار و پیشه» به‌شمار می‌رود.
در سال ۱۳۵۹، این مرکز با چندین مرکز آموزش عالی دیگر ادغام شده و ساختار فعلی دانشگاه را تحت عنوان «مجتمع دانشگاهی فنی و مهندسی» شکل دادند. سپس در سال ۱۳۶۲ نام این مجموعه به «دانشگاه فنی و مهندسی» و در سال ۱۳۶۷ به «دانشگاه صنعتی خواجه نصیرالدین طوسی» تغییر یافت.

### دانشکده مهندسی ژئودزی
دانشکده مهندسی ژئودزی یکی از ۱۱ دانشکده زیرمجموعه دانشگاه صنعتی خواجه نصیرالدین طوسی و اولین دانشکده مهندسی نقشه‌برداری در سطح کشور است. شکل‌گیری اولیه دانشکده مهندسی نقشه‌برداری فعلی به سال ۱۳۳۳ شمسی بر می‌گردد. این دانشکده از سال ۱۳۸۵ از دانشکده مهندسی عمران جدا شد و امروز به صورت دانشکده‌ای مستقل با سه گروه آموزشی مهندسی فتوگرامتری و سنجش از دور، مهندسی ژئودزی و مهندسی  سیستم‌های اطلاعات مکانی به فعالیت می‌پردازد.
شکل‌گیری اولیه دانشکده مهندسی نقشه‌برداری فعلی به سال ۱۳۳۳ شمسی بر می‌گردد. مدتی پس از تشکیل سازمان نقشه‌برداری کشور بمنظور تربیت کادر متبحر نقشه‌برداری برای سازمانهای کشور، آموزشگاه نقشه‌برداری از طرف سازمان برنامه و بودجه وقت، در کنار سازمان نقشه‌برداری کشور تأسیس شد. با توسعه روزافزونی که در کارهای عمرانی وصنعتی کشور پدید آمد، نیاز به مهندس و کاردان نقشه‌برداری فزونی گرفت و بر مبنای این نیاز، آموزشگاه مزبور در سال ۱۳۴۵ به «مدرسه عالی نقشه‌برداری» تبدیل گردید.
مدرسه عالی نقشه‌برداری در سال ۱۳۵۳ تبدیل به دانشکده نقشه‌برداری گردید و با برنامه گسترده‌تری به کار خودادامه داد. از ابتدای فعالیت این مرکز آموزشی، دوره‌های کاردانی و کارشناسی ارشد درچند گرایش نقشه‌برداری دایر گردید و در اواسط دهه ۱۳۵۰ دوره تکمیلی کارشناسی نقشه‌برداری به آن اضافه شد. تا قبل از انقلاب اسلامی بیش از ۱۱۰۰ نفر در مقاطع و رشته‌های گوناگون توسط دانشکده نقشه‌برداری وارد بازار کار شدند.
پس از انقلاب اسلامی، بر مبنای سیاست وزارت علوم، در سال ۱۳۵۹ دانشکده‌ها و مراکز آموزشی شهر تهران با هم ادغام شدند و دانشکده نقشه‌برداری قبل از انقلاب، جزو یکی از گروه‌های آموزشی دانشکده مهندسی عمران دانشگاه صنعتی خواجه نصیرالدین طوسی درآمد. گرچه این رشته، از نظر تشکیلاتی و سلسله مراتب اداری نزول کرده بود ولی با جذب نیروهای متخصص در گرایش‌های مختلف نقشه‌برداری و کوشش مجدانه اعضای هیئت علمی در راه اندازی دوره‌های مختلف در مقاطع کارشناسی ارشد و دکترا توانست کارایی و توانایی خود را در متولی بودن رشته مهندسی نقشه‌برداری به اثبات برساند و نظر موافق شورای گسترش آموزش عالی را برای تبدیل شدن از  گروه آموزشی به دانشکده اخذ نماید.
در سال ۱۳۸۱ مجوز تأسیس دانشکده مهندسی نقشه‌برداری توسط وزارت علوم، تحقیقات و فناوری رسماً صادر شد و رشته نقشه‌برداری در سال ۱۳۸۵ از دانشکده مهندسی عمران دانشگاه صنعتی خواجه نصیرالدین طوسی جدا شد و امروز به صورت دانشکده‌ای مستقل با نام «دانشکده مهندسی نقشه‌برداری» به فعالیت خود ادامه می‌دهد.

#### مقاطع تحصیلی
در این دانشکده دانشجویان در سه مقطع کارشناسی (تحت عنوان مهندسی نقشه‌برداری)، کارشناسی ارشد (گرایش‌های سنجش از دور، ژئودزی،  سیستم‌های اطلاعات مکانی و فتوگرامتری) و دکترا (سنجش از دور، ژئودزی،  سیستم‌های اطلاعات مکانی و فتوگرامتری) مشغول به تحصیل هستند.
تعداد اعضای هیئت علمی این دانشکده ۲۱ نفر است که از این بین ۵ استاد، ۱۱ دانشیار، ۵ استادیار، اعضا را تشکیل می‌دهند. این دانشکده در مهندسی فناوری اطلاعات مکانی قطب علمی کشور است.
این دانشکده در سال ۱۳۹۴ از سوی وزارت علوم مسئول بازنگری در دروس رشته نقشه‌برداری کشور شد و براین اساس بازنگری برنامه درسی مقطع کارشناسی این رشته آغاز شده است.

### سایر
- دانشکده مهندسی برق
- دانشکده مهندسی صنایع
- دانشکده مهندسی عمران
- دانشکده مهندسی کامپیوتر
- دانشکده مهندسی و علم مواد
- مرکز آموزش‌های عمومی
- مدرسهٔ کسب و کار
- دانشکده صنایع و معادن ایران (پردیس شماره ۱ بین‌الملل)

## جایگاه دانشگاه در رتبه‌بندی‌های معتبر بین‌المللی
براساس پایگاه‌های معتبر برای رتبه‌بندی دانشگاه‌ها در جهان، دانشگاه صنعتی خواجه نصیرالدین طوسی پیشرفت و رشد محسوسی داشته است: برطبق آمارِ پایگاه رتبه‌بندی ISI، این دانشگاه در شمار ۱درصد تولیدکنندگان علم در دنیا معرفی شده است.
این دانشگاه در رتبه‌بندی نشریه تایمز در سال ۲۰۱۶، در ردهٔ ۶۰۱ تا ۸۰۰ دانشگاه برتر جهان و در بین ۷ دانشگاه برتر ایران قرار گرفت.
همچنین در رتبه‌بندی نشریه تایمز در سال ۲۰۱۸ این دانشگاه در جایگاه ۶۰۱ تا ۸۰۰ جهان و در رتبه ۱۷۳ آسیا و در بین ۵ دانشگاه برتر ایران :
بعد از دانشگاه های علم و صنعت و امیر کبیر و بالاتر از دانشگاه‌هایی همچون ،شریف و تهران قرار گرفت.
دانشگاه خواجه نصیر در رتبه‌بندی موضوعی تایمز در سال ۲۰۱۸ در رشته‌های فیزیک و نجوم، شیمی محض و مهندسی عمومی در جایگاه سوم ایران، در رشته‌های مهندسی عمران، مهندسی مکانیک و هوافضا، مهندسی برق و ریاضی و آمار در جایگاه چهارم و در رشته علوم کامپیوتر در جایگاه دوم کشور قرار گرفت.
بر اساس رتبه‌بندی NTU در سال ۲۰۱۶ دانشکده مهندسی مکانیک دانشگاه صنعتی خواجه نصیر طوسی در جایگاه ۱۴۶ جهان قرار گرفت
بر اساس نظام رتبه‌بندی URAP دانشگاه صنعتی خواجه نصیر طوسی در زمینه علوم فنی – مهندسی، رایانه و فناوری در جایگاه ۴۶۰ جهان قرار گرفت.
در رتبه‌بندی لایدن 2017 (CWTS Leiden Ranking) دانشگاه خواجه نصیر در زمینه علوم فنی مهندسی در بین ۱۰ دانشگاه برتر ایران و در جایگاه ۱۶۱ آسیا و ۳۶۸ جهان قرار گرفت
در رتبه‌بندی QS سال ۲۰۲۰ دانشگاه خواجه نصیر در رشته مهندسی برق و الکترونیک در رتبه ۴۰۱–۴۵۰ و در رشته مهندسی مکانیک در جایگاه ۴۵۱–۵۰۰ قرار گرفت.
در رتبه‌بندی QS Subject Ranking سال ۲۰۲۳ دانشگاه خواجه نصیر در رتبه ۳۵۱–۴۰۰ جهانی قرار گرفت.
در رتبه‌بندی CWTS Leiden Ranking سال ۲۰۲۳ دانشگاه خواجه نصیر در رتبه ۹۰۰–۱۰۰۰ جهانی قرار گرفت.
برذسذس نظام رتبه‌بندی نشریه تایمز در سال ۲۰۲۳ دانشگاه خواجه نصیر در رتبه ۲۰۰–۲۵۱ آسیا و ۱۰۰۰ تا ۱۲۰۰ جهانی قرار گرفت.

## قطب‌های علمی و پژوهشی در دانشگاه صنعتی خواجه نصیر طوسی[۱۶]
رباتیک و کنترل
طراحی و شبیه‌سازی سامانه‌های فضایی
آزمایشگاه واقعیت مجازی
شبیه‌ساز رانندگی
فناوری اطلاعات مکانی
کنترل صنعتی
محاسبه و مشخصه‌یابی افزاره‌ها و زیرسیستم‌های الکترومغناطیسی

## مدیران دانشگاه

دانشکدهٔ مهندسی برق و کامپیوتر

فهرست روسای ادواری دانشگاه به قرار زیر می‌باشد:
| نام                                | دوران ریاست                  | دوران ریاست                                 | دوران ریاست |
| نام                                | از                           | تا                                          |             |
| مجتمع دانشگاهی فنی و مهندسی        | مجتمع دانشگاهی فنی و مهندسی  | مجتمع دانشگاهی فنی و مهندسی                 |             |
| ---------------------------------- | ---------------------------- | ------------------------------------------- | ----------- |
| رضا مکنون                          | ۸ مهر ۱۳۵۹                   | ۹ شهریور ۱۳۶۰                               |             |
| محسن تهرانی‌زاده                    | ۱۰ شهریور ۱۳۶۰               | ۲۵ اسفند ۱۳۶۱                               |             |
| سید محمدتقی بطحایی گلپایگانی       | ۲۶ اسفند ۱۳۶۱                | ۲۰ آبان ۱۳۶۴                                |             |
| محمد اردبیلی                       | ۲ تیر ۱۳۶۵ (آغاز سرپرستی)    | ۳ مهر ۱۳۶۵ (آغاز ریاست) تا ۷ آذر ۱۳۶۶       |             |
| دانشگاه فنی و مهندسی               |                              |                                             |             |
| محمدحسین حامدی                     | ۷ آذر ۱۳۶۶                   | ۷ دی ۱۳۷۰                                   |             |
| دانشگاه صنعتی خواجه نصیرالدین طوسی |                              |                                             |             |
| سید مهدی سیداصفهانی                | ۷ دی ۱۳۷۰ (آغاز سرپرستی)     | ۲۴ مرداد ۱۳۷۱                               |             |
| عباسعلی تسنیمی                     | ۲۴ مرداد ۱۳۷۱ (آغاز سرپرستی) | ۲۱ مهر ۱۳۷۲                                 |             |
| محمد اردبیلی                       | ۲۱ مهر ۱۳۷۲ (آغاز سرپرستی)   | ۲۴ آذر ۱۳۷۲ (آغاز ریاست) تا ۲ آذر ۱۳۷۶      |             |
| رضا امراللهی                       | ۲ آذر ۱۳۷۶ (آغاز سرپرستی)    | ۵ مرداد ۱۳۷۶ (آغاز ریاست) تا ۳ دی ۱۳۷۹      |             |
| سید عبدالله میرطاهری               | ۳ دی ۱۳۷۹ (آغاز سرپرستی)     | ۲۴ تیر ۱۳۸۰ (آغاز ریاست) تا ۷ مرداد ۱۳۸۲    |             |
| علی خاکی صدیق                      | ۷ مرداد ۱۳۸۲ (آغاز سرپرستی)  | ۲۳ اردیبهشت ۱۳۸۳ (آغاز ریاست) تا ۱۴ دی ۱۳۸۶ |             |
| سید محمدتقی بطحایی گلپایگانی       | ۱۴ دی ۱۳۸۶ (آغاز سرپرستی)    | ۱۴ مرداد ۱۳۸۹                               |             |
| مجید قاسمی                         | ۱۴ مرداد ۱۳۸۹ (آغاز سرپرستی) | ۱۴ آبان ۱۳۹۲                                |             |
| علی خاکی صدیق                      | ۱۴ آبان ۱۳۹۲ (آغاز سرپرستی)  | ۲۵ تیر ۱۳۹۸                                 |             |
| فرهاد یکه یزدان‌دوست                | ۲۵ تیر ۱۳۹۸ (آغاز سرپرستی)   | ۲۵ مهر ۱۴۰۰                                 |             |
| حسن کریمی مزرعه شاهی               | ۲۵ مهر ۱۴۰۰ (آغاز سرپرستی)   | ۱۱ تیر ۱۴۰۲                                 |             |
| امیررضا شاهانی                     | ۱۱ تیر ۱۴۰۲ (آغاز سرپرستی)   | ۲۴ مهر ۱۴۰۳                                 |             |
| حمیدرضا دخت تقی‌راد                 | ۲۴ مهر ۱۴۰۳ (آغاز سرپرستی)   | اکنون                                       |             |

## دانش‌آموختگان مشهور
- داریوش رضایی‌نژاد (پژوهشگر دفاعی و هسته‌ای که در ۱ مرداد ۱۳۹۰ توسط عوامل اسرائیل با شلیک پنج گلوله در مقابل منزلش ترور شد)[۱۹]
- حمید محمدی کارآفرین و موسس استارت آپ دیجیکالا
- جادی میرمیرانی (برنامه نویس ایرانی)

- محمد ناظمی اردکانی (وزیر سابق تعاون)

- علی رضوانی (مولف و نظریه پرداز حوزه مهندسی مالی)
- سردار حسن تهرانی مقدم
- محمود قندی (وزیر سابق پست و تلگراف، رئیس سابق دانشگاه صنعتی خواجه نصیرالدین طوسی)
- محمد علی‌آبادی، سیاستمدار، رئیس سابق سازمان تربیت بدنی، رئیس سابق کمیته ملی المپیک
- علی مطهری، نماینده شبستر در دوره هشتم مجلس شورای اسلامی
- عباس علی‌آبادی رئیس سابق دانشگاه مالک اشتر، مدیر عامل مپنا، وزیر صمت دولت سیزدهم و وزیر نیرو در دولت چهاردهم
- علی اکبر موسوی خوئینی نماینده مجلس ششم
- مصطفی محمدنجار وزیر کشور دولت دهم
- فرزاد حسنی (مجری تلویزیون)
- محمد جواد اخوان (نویسنده، روزنامه نگار، مدیر مسئول روزنامه جوان و مدیر اندیشکده برهان)
- حسین زمان (خواننده پاپ)

## شورای صنفی
این شورا در پی وقایع سال ۸۸ و در پی یک اعتصاب دو روزه به‌طور غیرقانونی منحل شد و تا سال ۱۳۹۲ فعالیتی نداشت. در این سال و در پی فعالیت‌های چند ماهه فعالان دانشجویی دانشگاه بعد از یک مطالبهٔ عام در برابر ساختمان مرکزی دانشگاه شورای صنفی دانشگاه خواجه نصیرالدین طوسی کار خود را از سرگرفت. مجدداً و به دلیل عدم دقت مسئولان دانشگاه به خواسته‌های قانونی دانشجویان، اساسنامه این شورا به‌طور غیرقانونی منحل شد. در سال ۱۳۹۵ پس از برگزاری چند تجمع دانشجویی توسط ادوار شورای صنفی، این شورا فعالیت خود را از سر گرفت.
در ۱۷ مرداد ۹۹ شورای صنفی این دانشگاه در بیانیه ای اعلام کرد که تمامی اعضای شورای صنفی از سمت خود کناره‌گیری کرده‌اند، علت این کناره‌گیری بی‌توجهی ریاست و معاونت آموزشی دانشگاه نسبت به نامه‌ها و درخواست‌های به حق شواری صنفی اعلام شد؛ شواری صنفی با جمع‌آوری امضای الکترونیکی دانشجویان درخواست حذف نمره مردودی از کارنامه را کرده بود و در نامه سرگشاده ای به ریاست دانشگاه این موضوع را پیگیری کرده بود که بعد از گذشت چند ماه پاسخی از رئیس دانشگاه دریافت نشد، در نیمسال دوم ۹۹–۹۸ و شروع آموزش مجازی برای اولین بار و به صورت گسترده، شورای صنفی در جلسه ای با معاونت آموزشی درخواست‌های زیر را مطرح کرد (که در بسیاری از دانشگاه‌های سطح یک وزارت علوم با توجه به شرایط کلاس‌های مجازی اجرا شده بود):
1. برگزاری امتحانات به صورت مجازی
2. پیشنهاد حذف و ثبت نمره کل ترم یا تعداد از دروس به صورت رد-قبول
3. تمدید مهلت حذف ترم
4. کاهش شهریه ترم تابستان
5. تمدید مهلت دفاع دانشجویان دکتری

بار دیگر شورای صنفی در نامه ای به رئیس دانشگاه و با تأکید بر اینکه این تسهیلات در دانشگاه‌های سطح یک وزارت علوم همچون، صنعتی شریف، امیرکبیر و علم وصنعت فراهم شده درخواست‌های خود را مطرح کرد:
1. تخفیف پنجاه درصد برای شهریه ترم دانشجویان شبانه، سنواتی و ترم تابستان با توجه به پایین بودن کیفیت آموزش مجازی و کاهش هزینه‌ها
2. اجرای سیستم رد/قبول برای تعدادی از دروس به صورت اختیاری
3. بی اثر شدن مشروطی به دلیل مشکلات موجود و وضعیت ویژه این ترم

حدود دو هفته پس از ارسال این نامه، هیچ پاسخی از جانب ریاست دانشگاه دریافت نشد و اعضای شورای صنفی در نامه ای به رئیس دانشگاه از سمت خود استعفا دادند، متن این نامه بدین شرح است:
«نزدیک به یک سال و سه ماه از شروع دوره دوم شورای صنفی دانشجویان دانشگاه خواجه نصیر می‌گذرد. در این مدت، بر آن بودیم تا تمام تلاش خود را در جهت رفع مشکلات و رنج‌های دانشجویان و احقاق حقوق از دست رفته آنان انجام دهیم. در این راه از اولویت‌های شخصی خود صرف نظر کردیم، خستگی و ناامیدی و مصلحت‌اندیشی‌ها بی‌مورد را به گوشه ای نهادیم تا مبادا ذره ای در خدمت به دانشجو کوتاهی کرده باشیم.
تمامی این‌ها درحالی انجام گرفت که بسیاری از مسئولان دانشگاه در روند پش برد سیاست‌های خود که هدفی جز سلب معنای «دانشگاه» و تبدیلش به بنگاه ندارد، لحظه ای از پای ننشسته‌اند.»

## تجمیع دانشگاه خواجه نصیر
دانشکده‌های دانشگاه خواجه نصیرالدین طوسی در پنج نقطه در سطح شهر تهران پراکنده‌اند و این مشکلات زیادی را برای استادان و دانشجویان دانشگاه ایجاد می‌کند و هزینه بالایی برای دانشگاه دارد.
طرحهای مختلفی برای تجمیع دانشگاه خواجه نصیر در زمان‌های مختلف مطرح شده است. ابتدا طرح تجمیع دانشگاه در محل دانشکده هوافضا مطرح شد که در آن زمین متعلق به سازمان گوشت استان تهران به دانشگاه خواجه نصیر واگذار می‌شد و کلیه دانشکده‌ها در یک پردیس تجمیع می‌شدند، این طرح هیچگاه عملی نشد. گزینه دیگری که بعداً مطرح شد تجمیع با دانشگاه عباسپور بود و با توجه به نزدیکی این دو دانشگاه، شایعات زیادی مبنی بر اجرای این طرح شنیده می‌شد. اما در ابتدای دولت یازدهم دانشگاه عباسپور با دانشگاه بهشتی ادغام شد. پس از لغو شدن طرح قبل این بار طرح تجمیع در سه پردیس رضایی‌نژاد، ونک و سیدخندان توسط مجید قاسمی (رئیس وقت دانشگاه) مطرح شد و اقداماتی هم دراین زمینه انجام شد. با تغییر ریاست دانشگاه طرح تجمیع مسکوت مانده و با توجه به هزینه‌های بالا اجرای این طرح و نداشتن زمین، کل طرح تجمیع فعلاً به بن‌بست رسیده است.
در طرح جدیدی که توسط علی خاکی صدیق (رئیس وقت دانشگاه) اعلام شد، با فروش ساختمان قبلی کمیته امداد امام خمینی در سوهانک به وزارت علوم، اجرای طرح تجمیع دانشگاه خواجه نصیر صورت گیرد که قرار بود در مرحله اولیه این طرح دفتر مرکزی و دانشکده‌های مهندسی صنایع، علم مواد، فیزیک، شیمی، کامپیوتر و خوابگاه‌های دختران دانشگاه به ساختمان قبلی کمیته امداد در سوهانک منتقل شده می‌شوند که این طرح نیز منتفی شد. در اواخر سال ۱۳۹۷ نیز طرح دیگری پیشنهاد شد که دانشکده‌ها در یکی از زمین‌های وزارت دفاع واقع در خیابان پیروزی تجمیع شود که برای اجرای این طرح لازم بود که ۱۵۰ میلیارد تومان از جانب دولت به این دانشگاه پرداخت شود؛در خرداد ۹۹ طرح تجمیع دانشگاه خواجه نصیر از جانب شهردار منطقه۱۳ منتفی اعلام شد، خبرگزاری ایسنا از مرتضی رحمان زاده شهردار منطقه ۱۳ چنین نقل می‌کند:
«دانشگاه خواجه نصیر برنامه ای در مورد تجمیع دانشکده‌های خود در زمین‌های ساصد (سازمان صنایع دفاع) داشت و توافقاتی نیز با وزارت دفاع در مورد تملک این اراضی انجام داده بود، در همان جلسات ابتدا صراحتاً اعلام کردیم که این مجموعه ۱۶ هکتاری دارای فضای سبز است و با توجه به پهنه بندی امکان اینکه فضاهای دیگر در آن بسازند، غیرممکن است، از سویی دیگر شهردار تهران در جلسه هیئت دولت با وزاری دفاع و علوم در مورد اراضی ساصد صحبت کرده و آنها متقاعد شدند تا در مورد زمین‌های ساصد وارد نشوند و این موضوع منتفی شده است.»
با این حال فرهاد یزدان دوست رئیس دانشگاه در گفت و گویی که در مورخه ۱۳۹۹/۰۵/۰۷ با روابط عمومی این دانشگاه داشت دربارهٔ منتفی شدن تجمیع دانشگاه خواجه نصیر در منطقهٔ پیروزی گفت:
«این را از دفتر وزیر علوم پیگیری کردیم و چنین نقل قولی که شهردار تهران در خصوص این موضوع با وزیر علوم، تحقیقات و فناوری مذاکره ای داشته است کاملاً تکذیب شد».